# Бочкоєл
Бочкоєл (рум. Bocicoel) — село у повіті Марамуреш в Румунії. Входить до складу комуни Богдан-Воде.
Село розташоване на відстані 387 км на північ від Бухареста, 55 км на схід від Бая-Маре, 115 км на північний схід від Клуж-Напоки.

## Населення
За даними перепису населення 2002 року у селі проживала 851 особа, усі — румуни. Усі жителі села рідною мовою назвали румунську.